# Marek Kvapil
Marek Kvapil (ur. 5 stycznia 1985 w Ilavie) – czeski hokeista pochodzenia słowackiego, reprezentant Czech.

## Kariera
- HC Dukla Trenczyn U18 (2000)
- Slavia Praga U18, U20 (2001-2004)
- Slavia Praga (2003-2004)
- HC Kometa Brno (2003-2004)
- Saginaw Spirit (2004-2005)
- Springfield Falcons (2005-2007)
- Johnstown Chiefs (2006)
- Mississippi Sea Wolves (2007)
- Norfolk Admirals (2008)
- HC Vítkovice (2008-2010)
  -  HC Poruba (2009)
- HC Kometa Brno (2010-2011)
- Dinamo Moskwa (2011-2014)
- Siewierstal Czerepowiec (2014-2015)
- KHL Medveščak Zagrzeb (2015)
- Nieftiechimik Niżniekamsk (2015-2016)
- HC Kometa Brno (2016-2017)
- Amur Chabarowsk (2017)
- Bílí tygři Liberec (2017-2019)
- Sparta Praga (2019/2020)

Wychowanek Dukli Trenczyn na Słowacji. Od kwietnia 2011 zawodnik Dinama Moskwa (podpisał dwuletni kontrakt). 1 maja 2013 przedłużył kontrakt o dwa lata. Po sezonie 2013/2014 odszedł z klubu. Od czerwca 2014 zawodnik Siewierstali Czerepowiec. Od czerwca 2015 zawodnik KHL Medveščak Zagrzeb. Od grudnia 2015 zawodnik Nieftiechimika. Od maja 2016 zawodnik Komety Brno. Jeszcze w trakcie fazy play-off sezonu 2016/2017 został zawodnikiem Amuru Chabarowsk. W listopadzie 2017 został zawodnikiem klubu Bílí tygři Liberec, wiążąc się trzyletnim kontraktem. Odszedł z klubu w czerwcu 2019. Wtedy przeszedł do Sparty Praga, skąd został zwolniony we wrześniu 2020.

## Sukcesy
Reprezentacyjne
- Brązowy medal mistrzostw świata juniorów do lat 20: 2005
- Złoty medal mistrzostw świata: 2010

Klubowe
- Srebrny medal mistrzostw Czech: 2004 ze Slavią, 2010 z Vítkovicami
- Złoty medal mistrzostw Rosji: 2012, 2013 z Dinamem Moskwa
- Puchar Gagarina: 2012, 2013 z Dinamem Moskwa
- Złoty medal mistrzostw Czech: 2017 z Kometą Brno

Indywidualne
- KHL (2011/2012):
  - Trzecie miejsce w klasyfikacji strzelców zwycięskich goli w fazie play-off: 3 gole
  - Czwarte miejsce w klasyfikacji strzelców w fazie play-off: 8 goli
  - Piąte miejsce w klasyfikacji kanadyjskiej w fazie play-off: 12 punktów
  - Nagroda „Sekundy” (dla strzelca najszybszego gola w meczu): 9. sekunda meczu Dinamo M.-Spartak 17.09.2011
- KHL (2012/2013):
  - Piąte miejsce w klasyfikacji strzelców w fazie play-off: 8 goli
- Ekstraliga czeska w hokeju na lodzie (2016/2017):
  - Zlatá helma Sencor – najbardziej wartościowy zawodnik